# 众神之路

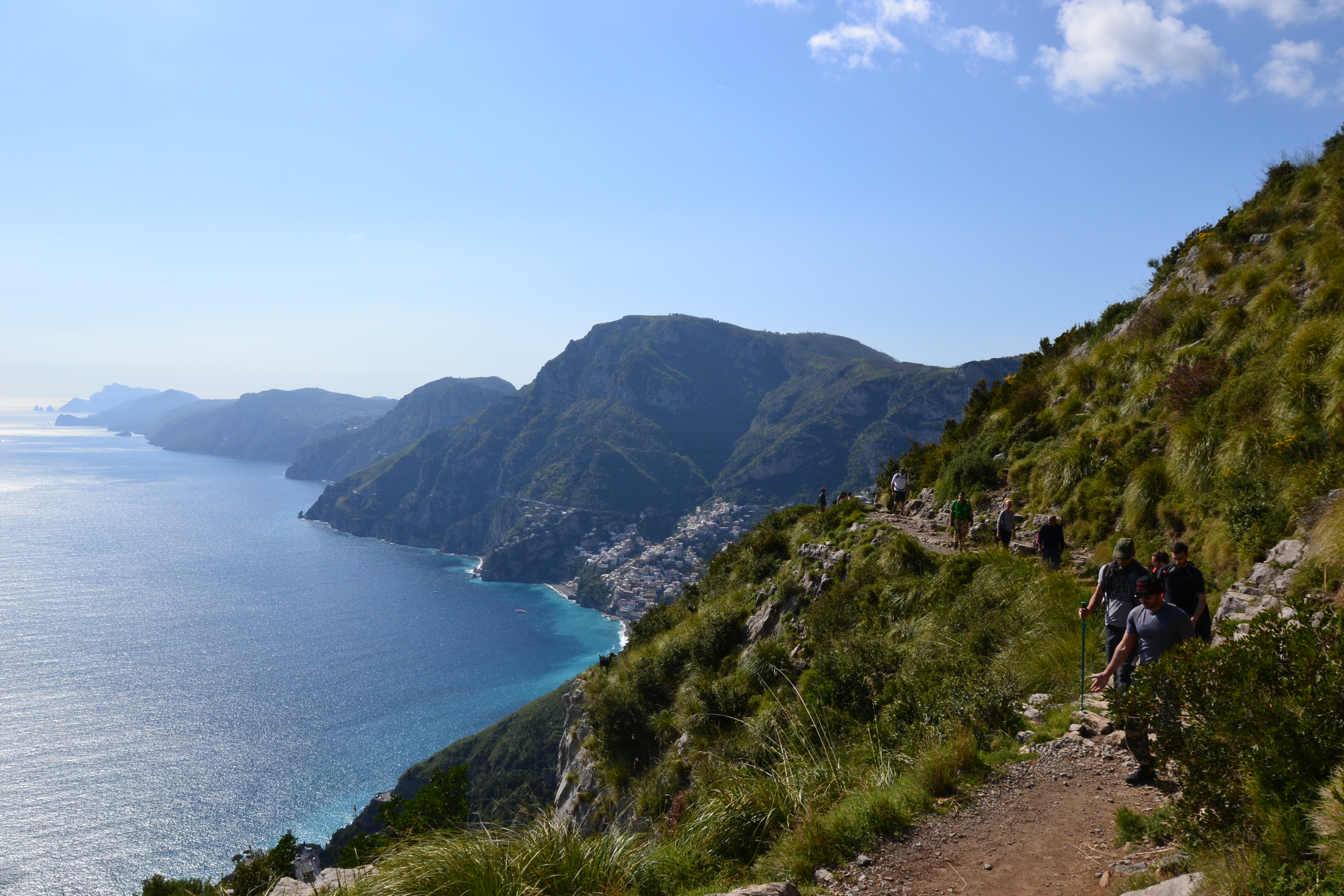

众神之路（Sentiero degli Dei）是意大利南部阿马尔菲海岸和索伦托海岸（costiera sorrentina）的一条步行道，介于阿杰罗拉和波西塔诺两个市镇之间。
众神之路包括高、低两条步道。